# 貝納德斯總統鎮 (聖保羅州)

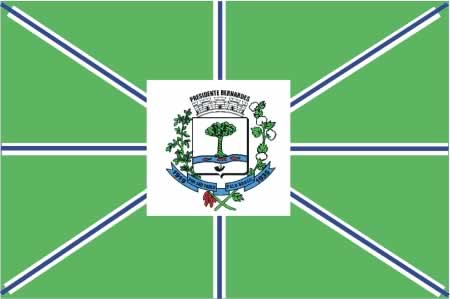

22°00′22″S 51°33′11″W / 22.00611°S 51.55306°W
貝納德斯總統鎮（葡萄牙語：Presidente Bernardes），是巴西的城鎮，位於該國南部，由聖保羅州負責管轄，始建於1923年11月2日，面積754平方公里，海拔高度429米，2010年人口13,544，人口密度每平方公里17.97人。